# Hrabstwo Adams (Dakota Północna)
Hrabstwo Adams (ang. Adams County) to hrabstwo w stanie Dakota Północna w Stanach Zjednoczonych. Hrabstwo zajmuje powierzchnię 2 561,08 km². Według szacunków United States Census Bureau w roku 2006 miało 2332 mieszkańców. Siedzibą hrabstwa jest Hettinger.

## Miejscowości
- Hettinger
- Reeder
- Bucyrus
- Haynes